# 新城市立鳳来寺小学校
新城市立鳳来寺小学校（しんしろしりつ ほうらいじしょうがっこう）は、愛知県新城市玖老勢にある公立小学校。

## 概要
- 校区は玖老勢、副川、門谷、布里、只持、一色、塩瀬、愛郷、中島、海老、四谷、連合であり、公立中学校に進む場合は新城市立鳳来中学校に進学する[1]。
- 元々は旧・南設楽郡鳳来町の小学校であり、1970年に鳳来小学校と門谷小学校を統合し、鳳来町立鳳来寺小学校として開校した。2016年に新城市立連谷小学校、新城市立海老小学校、新城市立鳳来西小学校を統合し、新たに新城市立鳳来寺小学校として開校した。

## 沿革
- 1970年（昭和45年）4月1日 - 鳳来町立鳳来小学校と鳳来町立門谷小学校を統合し、鳳来町立鳳来寺小学校として開校。校舎は旧・鳳来町立鳳来東中学校（1968年廃校）を転用する。
- 1972年（昭和47年）11月 - 体育館が完成する。
- 1979年（昭和54年）6月 - 新校舎（鉄筋コンクリート造）が完成する。
- 2005年（平成17年）10月1日 - 鳳来町が新城市に編入される。同時に新城市立鳳来寺小学校に改称する。
- 2016年（平成28年）4月 - 新城市立鳳来寺小学校〈旧〉、新城市立連谷小学校、新城市立海老小学校、新城市立鳳来西小学校を統合し、新たに新城市立鳳来寺小学校として開校する。

### 鳳来町立鳳来小学校
現在の愛知県新城市玖老勢字便福に存在した小学校。旧・南設楽郡鳳来寺村の小学校であった。跡地は新城市立鳳来こども園となっている。
- 1879年（明治12年） - 玖老勢村に第九中学区第二十三番小学副川学校の分校として、第九中学区第二十三番小学副川分校玖老勢校が開校する。
- 1889年（明治22年）10月1日 - 門谷村、玖老勢村、副川村の一部（旧・大石村）が合併し、鳳来寺村が発足する。
- 1890年（明治23年） - 尋常小学門谷学校第二分校となる。
- 1892年（明治25年）4月 - 独立し、玖老勢尋常小学校となる。
- 1906年（明治39年）
  - 7月1日 - 鳳来寺村、布里村、一色村、只持村、塩瀬村、愛郷村が合併し、鳳来寺村が発足する。
  - 10月 - 玖老勢尋常小学校と門谷尋常小学校を統合し、高等科を設置。鳳来尋常高等小学校となる。
- 1909年（明治42年）4月 - 門谷尋常小学校を分離する。
- 1941年（昭和16年）4月1日 - 鳳来国民学校に改称する。
- 1947年（昭和22年）4月1日 - 鳳来寺村立鳳来小学校に改称する。
- 1956年（昭和31年）4月1日 - 南設楽郡長篠村、鳳来寺村と八名郡大野町、七郷村が合併し、鳳来町が発足。同時に鳳来町立鳳来小学校に改称する。
- 1970年（昭和45年）3月 - 廃校。

### 鳳来町立門谷小学校
現在の愛知県新城市門谷字宮下26番地に存在した小学校。旧・南設楽郡鳳来寺村の小学校であった。2020年現在、東海市野外教育センター山の家として管理されている。、建物（大正年間建築）は様々なイベントで使用されており、2020年度前期放送のNHK「連続テレビ小説」エールの撮影にも使用された。
- 1872年（明治5年） - 郷学校として開校。
- 1873年（明治6年） -  第二大学区第九中学区第八番小学鳳来寺学校に改称する。
- 1887年（明治20年） -  尋常小学門谷学校に改称する。富栄学校を統合し、第一分校を設置する。
- 1889年（明治22年）10月1日 - 門谷村、玖老勢村、副川村の一部（旧・大石村）が合併し、鳳来寺村が発足する。
- 1890年（明治23年） - 玖老勢村に尋常小学門谷学校第二分校を設置する。
- 1892年（明治25年）4月 - 門谷尋常小学校に改称する。第一分校が独立し富栄尋常小学校、第二分校が独立し玖老勢尋常小学校となる。
- 1906年（明治39年）
  - 7月1日 - 鳳来寺村、布里村、一色村、只持村、塩瀬村、愛郷村が合併し、鳳来寺村が発足する。
  - 10月 - 玖老勢尋常小学校と門谷尋常小学校を統合し、高等科を設置。鳳来尋常高等小学校となる。
- 1909年（明治42年）4月 - 門谷尋常小学校として独立する。
- 1941年（昭和16年）4月1日 - 門谷国民学校に改称する。
- 1947年（昭和22年）4月1日 - 鳳来寺村立門谷小学校に改称する。
- 1956年（昭和31年）4月1日 - 南設楽郡長篠村、鳳来寺村と八名郡大野町、七郷村が合併し、鳳来町が発足。同時に鳳来町立門谷小学校に改称する。
- 1970年（昭和45年）3月 - 廃校。

## 交通アクセス
- 豊鉄バス田口新城線「大栗平」バス停より徒歩約3分。

## 周辺施設
- 鳳来寺郵便局
- 新城市立鳳来こども園